# 1751 en philosophie
Chronologie de la philosophie
- 1747
- 1748
- 1749
- 1750
- 1751
- 1752
- 1753
- 1754
- 1755

L’année 1751 a été marquée, en philosophie, par les événements suivants :

## Publications
- Henry Home  : Essays on the Principles of Morality and Natural Religion.

- David Hume  :  An Enquiry Concerning the Principles of Morals

- Jean-Jacques Rousseau  : Discours sur la vertu du héros.

## Décès
- 12 décembre : Henry St John, vicomte Bolingbroke, né le 16 septembre 1678 à Battersea (Surrey), est un homme politique et philosophe britannique.